# Sandra Graf
Sandra Graf (Suiza, 9 de diciembre de 1969) es una atleta suiza paralímpica, ganadora de una medalla de bronce en los Juegos Paralímpicos de Pekín 2008, y de oro y bronce en los de Londres en 2012. Ha sido ocho veces subcampeona del mundo y siete de Europa.

## Biografía
Graf ha tenido que parar su carrera deportiva para poder ser madre en dos ocasiones. En 2003 sufrió una embolia pulmonar que la apartó de los entrenamientos e hizo que dejara de competir en las pruebas de maratón y 5000 metros, aunque siguió compitiendo en carreras de 800 y 1500 metros. En 2008, en su primer maratón de Londres en silla de ruedas venció la prueba por delante de la estadounidense Amanda McGrory y la británica Shelly Woods, estableciendo un nuevo récord de la prueba con un tiempo de 1:48:04.
Sandra Graf representó a Suiza en los Juegos Paralímpicos de Sídney 2000, Atenas 2004, Pekín 2008, Londres 2012 y Río de Janeiro 2016. Logró la medalla de bronce en maratón en los Juegos de Pekín 2008, y cuatro años más tarde, en Londres, de nuevo el bronce en el maratón y el oro en ciclismo, en la prueba contra el crono H3.